# Televisão
Televisão es el segundo álbum de la banda de rock brasileña Titãs, lanzado en el 19 de junio de 1985 por WEA.

## Historia
Al igual que el álbum debut Titãs, este disco aún representaba la faceta pop de los Titãs y no conseguía un éxito real para la banda. El ruido de la propuesta todavía estaba confundido y la estética del LP no fue del agrado de los miembros, como recordaba años más tarde, cada pista simboliza otro canal de televisión. Así que pasamos la nrw wave ("Televisão"), reggae (la versión original de "Pra Dizer Adeus", aún con Nando Reis en los vocales), las mezclas de funk y new wave ("Pavimentação") y doo-wop ("Sonho Com Você").
Sin embargo, un tema al final del álbum simboliza la dirección de la banda tomaría en trabajos posteriores. Con tan sólo un minuto y cuarenta segundos de largo, "Massacre" allana el camino que llevó al grupo al pesado siguiente disco: Cabeça Dinossauro.
En ese momento, el octeto paulistano no fue bien recibido por la audiencia en Río. Llamar al cantante y guitarrista Lulu Santos fue una forma de pensar que podría romper esta barrera, pero la banda, unos días después del inicio del trabajo de producción en el álbum, no pudo encontrar una relación pacífica con el artista de Río. Esto implicaba la presencia de la canción que da título al trabajo, la técnica de los músicos (que indica que Nando Reis jugó el bajo como jugar un ukelele) y no satisfechos con la mezcla de instrumentos que hizo para el trabajo.
A finales de diciembre,Televisão sólo llegó a 24 mil copias vendidas, y su fracaso comercial no se justifica no solo por la comprensión del público sobre el concepto del álbum. La WEA parecía estar más comprometida con el debut de Ultraje a Rigor,Nós Vamos Invadir Sua Praia, lanzado unas semanas después del segundo LP de los Titãs, trazando nada menos que nueve de sus once pistas en el radio y garantizar resultados comerciales excelentes, con cerca de 450.000 copias vendidas.
El año 1985 iba a terminar en una más lamentable aún para los Titãs: Arnaldo Antunes y Tony Bellotto fueron arrestados por posesión de heroína. Bellotto fue liberado después de pagar una multa, sin embargo, Arnaldo tuvo que amargue la cárcel durante casi un mes. Era algo chocante para el grupo, que tenía trece shows cancelados y corrió el peligro de desaparecer.

## Temas del álbum
| N.º | Título               | Música                         | Escritor(es)                   | Duración |  |
| 1.  | «Televisão»          | Arnaldo Antunes                | Marcelo Fromer y Tony Bellotto | 3:40     |  |
| 2.  | «Insensível»         | Sérgio Britto                  | Sérgio Britto                  | 4:25     |  |
| 3.  | «Pavimentação»       | Paulo Miklos                   | Arnaldo Antunes                | 2:25     |  |
| 4.  | «Dona Nenê»          | Branco Mello                   | Ciro Pessoa                    | 3:35     |  |
| 5.  | «Pra Dizer Adeus»    | Nando Reis                     | Tony Bellotto                  | 5:00     |  |
| 6.  | «Não Vou Me Adaptar» | Arnaldo Antunes                | Arnaldo Antunes                | 2:45     |  |
| 7.  | «Tudo Vai Passar»    | Sérgio Britto y Marcelo Fromer | Sérgio Britto                  | 3:40     |  |
| 8.  | «Sonho Com Você»     | Branco Mello                   | Ciro Pessoa                    | 3:05     |  |
| 9.  | «O Homem Cinza»      | Nando Reis                     | Nando Reis                     | 3:40     |  |
| 10. | «Autonomía»          | Paulo Miklos                   | Marcelo Fromer                 | 2:55     |  |
| 11. | «Massacre»           |                                | Marcelo Fromer y Sérgio Britto | 1:40     |  |

## Personal
- Arnaldo Antunes: voz en 1, 6 y 11, coros
- Branco Mello: voz en 4, 8 y 11, coros
- Charles Gavin: batería y timbales
- Marcelo Fromer: guitarra rítmica
- Nando Reis: bajo, voz en 5 y 9, coros
- Paulo Miklos: voz en 3, 10 y 11, coros, bajo en 5 y 9, teclado en 2, 6 y 7
- Sérgio Britto: teclados, voz en 2, 7 y 11, coros
- Tony Bellotto: guitarra solista

### Invitados
- Léo Gandelman: saxo en 1 y 3
- Lulu Santos: bajo en 4, guitarra solista en 5

- Datos: Q7697164